# Hobbit
Hobbitter er et folk i J.R.R. Tolkiens bøger Hobbitten og Ringenes Herre.
Der er mange forklaringer på ordet "hobbit" (der er Tolkiens egen opfindelse). Måske er det er en sammensmeltning af det latinske homo (menneske) og det engelske rabbit (kanin).
Hobbitterne er en slags væsener, der er noget mindre end mennesker. De bruger tøj, men går med bare fødder, der er dækket af kraftig hårvækst. De foretrækker at bo i luksuriøst udstyrede huler. Hobbitterne er fredsommelige og har deres eget lille land og deres egen kultur med havebrug og landbrug.
Tolkien beskriver selv hobbitterne (fra den danske oversættelse af Ida Nyrop Ludvigsen):
"De er (eller var) et lille folk, omkring halvt så høje som os og mindre end de skæggede dværge. Hobbitter har ikke skæg. Der er kun lidt eller intet trolderi ved dem, undtagen af den ganske almindelige dagligdags slags, der hjælper dem til at forsvinde... De har det med at være tykmavede, og de klæder sig i klare farver (først og fremmest grønt og gult), de går uden sko, fordi deres fødder af naturen har læderagtige såler og en tyk, varm, brun pels, som ligner håret på deres hoveder (det er krøllet); de har lange, smidige, brune fingre, rare ansigter, og de ler en dyb, smittende latter..."
De er et lavstammet, fredselskende folk, som bor i Herredet. De holder af fred, fest, god mad og udsøgte pibeurter (engelsk: longbottom leaf). De er let genkendelige, er små som børn, har lange fødder med hår på og farvestrålende klæder.
Man ved ikke helt, hvilket folkeslag de tilhører, men de kan ifølge Silmarillion muligvis være en underart af mennesker. Dog er det ikke sikkert, da de fleste hobbitter slet ikke bryder sig om mennesker. De mener i hvert fald, at mennesker er frygtelig larmende.
Der er tre forskellige racer af hobbitter:
- Hårfødderne, som er den mest talrige race. De er også de mest fredelige og jordnære.
- Sporerne, som er en gruppe af hobbitter, der lever omkring floder, og de er ret usædvanlige, idet nogle af dem går med støvler, og at de fleste af dem kan få skæg.
- Gyldenhuderne, som er de mest fåtallige, men også de højeste og mest eventyrlystne af alle hobbitfolk. De har oftest lyst hår og lys hud.

De bruges også til liverollespil, men her bliver de oftest kaldt Halflings (fra engelsk, kan oversættes til "Halv-lange") eller Småfolk.
- Wikimedia Commons har flere filer relateret til Hobbit

| Fiktion | Spire Denne artikel om en historie eller noget fiktivt er en spire som bør udbygges. Du er velkommen til at hjælpe Wikipedia ved at udvide den. |